# Crew Stoneley
Crew Stoneley, né le 9 mai 1911 à Leeds et décédé le 27 août 2002 dans le comté du Dorset, est un athlète britannique spécialiste du 400 mètres. Affilié au Milocarian Athletic Club, il mesurait 1,63 m pour 51 kg.

## Biographie

### Palmarès
| Date | Compétition                  | Lieu        | Résultat | Épreuve    | Performance       |
| ---- | ---------------------------- | ----------- | -------- | ---------- | ----------------- |
| 1932 | Jeux olympiques d'été        | Los Angeles | 2e       | 4 × 400 m  | 3 min 11 s 2 (ER) |
| 1934 | Jeux de l'Empire britannique | Londres     | 3e       | 400 mètres |                   |
| 1934 | Jeux de l'Empire britannique | Londres     | 1er      | 4 × 400 m  | 3 min 16 s 8      |

### Records
| Épreuve    | Performance | Lieu | Date |
| ---------- | ----------- | ---- | ---- |
| 400 mètres | 48 s 7e     |      | 1934 |